# Víctor Rodríguez Andrade
Víctor Pablo Rodríguez Andrade (Montevideo, 2 maggio 1927 – Montevideo, 19 maggio 1985) è stato un calciatore uruguaiano di ruolo centrocampista, campione del mondo nel 1950 con la Nazionale uruguaiana.
È nipote di José Leandro Andrade, anch'egli campione del mondo con l'Uruguay ma nel 1930.

## Carriera
Rodríguez Andrade iniziò a giocare nel Central prima di trasferirsi nel 1952 al Peñarol, con cui vinse 2 campionati uruguaiani.
Conta 42 presenze con la Nazionale uruguaiana, con cui esordì il 2 dicembre 1947 contro la Colombia (2-0).
Fece parte della selezione che vinse i Mondiali nel 1950, dove disputò tutte le 4 partite dell'Uruguay, e di quella che conquistò il Campeonato Sudamericano de Football nel 1956.
È stato convocato anche per i Mondiali 1954 (4º posto) e per il Campeonato Sudamericano de Football nel 1947 (3º posto) e nel 1955 (4º posto).

## Palmarès

### Club
- Campionato uruguaiano: 2

Peñarol: 1953, 1954

### Nazionale
- Campionato mondiale: 1

Brasile 1950
- Campeonato Sudamericano de Football: 1

Uruguay 1956